# Mops niangarae
Mops niangarae är en fladdermusart som beskrevs av J. A. Allen 1917. Mops niangarae ingår i släktet Mops och familjen veckläppade fladdermöss. Inga underarter finns listade i Catalogue of Life.
Denna fladdermus förekommer i norra Kongo-Kinshasa och kanske i Sydsudan. Arten är bara känd från en enda individ som hittades vilande i ett ihåligt träd. Det noterades inte om individen kommer från savannen eller från tropiska skogar. Kanske är arten identisk med Mops trevori. IUCN listar Mops niangarae därför med kunskapsbrist (DD).